# ذبول كبكوبي
الذبول الكبكوبي أو الذبول الفرتيسليومي مرض فطري خطير يصيب حوالي 300 نوع نباتي من ثنائيات الفلقة، منها عدد كبير من نباتات الفصيلة الباذنجانية التي تشكل عوائل رئيسية للفطر.
يعيش الفطر المسبب في التربة، ويدخل إلى النبات عن طريق الجروح في الجذر، ويتحرك إلى أعلى داخل الأنسجة الوعائية للساق.
ينتشر الذبول في الأغصان من أعلى لأسفل، وذلك نتيجة نمو الفطر داخل الأنسجة الوعائية للغصن، مما يوقف تدفق الماء والعناصر الغذائية لقمة الفرع، فيبدأ بالذبول من الأعلى، ومع زيادة نمو الفطر في الساق ينتشر الذبول إلى الأسفل.

## الأنواع المسببة
- Verticillium albo-atrum
- Verticillium dahliae
- Verticillium nigrescens
- Verticillium nubilum
- Verticillium tricorpus

## العوائل الرئيسية
- القطن
- البندورة
- الباذنجان
- الزيتون

## اقرأ أيضاً
- ذبول ستيوارتي